# 米凯尔·耶森
米凯尔·耶森（丹麥語：Michael Jessen，1960年4月4日—），丹麦男子赛艇运动员。他曾代表丹麦参加1980年和1984年夏季奥林匹克运动会赛艇比赛，其中1984年奥运会获得一枚铜牌。